# Ольхово (Волосовский район)
 Ольхово (фин. Olkkova) — деревня в Клопицком сельском поселении Волосовского района Ленинградской области.

## История
Впервые упоминается в Писцовой книге Водской пятины 1500 года в Ильинском Заможском погосте в Бегуницах как сельцо Олехово.
Затем как пустошь Olchoua Ödhe в Заможском погосте в шведских «Писцовых книгах Ижорской земли» 1618—1623 годов.
Обозначена на карте Ингерманландии А. И. Бергенгейма, составленной по материалам 1676 года, как деревня Olkow.
На шведской «Генеральной карте провинции Ингерманландии» 1704 года — как деревня Olkowa.
Как деревня Лиова она обозначена на «Географическом чертеже Ижорской земли» Адриана Шонбека 1705 года.
Согласно 8-й ревизии 1833 года мыза Подберезье и деревня Ольхово принадлежали графине М. М. Дивиер.
Деревня Ольхова, состоящая из 27 крестьянских дворов, упоминается на карте Санкт-Петербургской губернии Ф. Ф. Шуберта 1834 года.

ОЛЬХОВО — деревня принадлежит графине Девиер, число жителей по ревизии: 61 м. п., 64 ж. п. (1838 год)

На карте Ф. Ф. Шуберта 1844 года обозначена мыза Ольхова с ветряной мельницей и деревня Ольхова, состоящая из 21 двора.
В пояснительном тексте к этнографической карте Санкт-Петербургской губернии П. И. Кёппена 1849 года она записана как деревня Olkowa (Ольхово) и указано количество её жителей на 1848 год: савакотов —  16 м. п., 21 ж. п., всего 37 человек, русских — 96 человек.
Согласно 9-й ревизии 1850 года мыза Подберезье и деревня Ольхово принадлежали капитану Ивану Алексеевичу Бартоломею.

ОЛЬХОВА — деревня господина Бартоломея, по просёлочной дороге, число дворов — 16, число душ — 46 м. п. (1856 год)

Согласно «Топографической карте частей Санкт-Петербургской и Выборгской губерний» 1860 года деревня называлась Ольхова и состояла из 17 крестьянских дворов, к северу от деревни располагались мыза Ольхова и рига.

ОЛЬХОВО — деревня владельческая при колодце, по левую сторону Нарвского шоссе в 59 верстах от Петергофа, число дворов — 18, число жителей: 48 м. п., 60 ж. п. (1862 год)

Деревня Ольхово принадлежала «начальнице» Смольного института Дарье Алексеевне Львовой. В 1876 году временнообязанные крестьяне деревни выкупили свои земельные наделы у Д. А. Львовой и стали собственниками земли.
- План деревни Ольхово. 1885 год

Согласно карте окрестностей Санкт-Петербурга в 1885 году деревня называлась Ольхова и состояла из 23 крестьянских дворов, смежно с деревней располагалась мыза.
В конце XIX века деревня административно относилась к Губаницкой волости 1-го стана Петергофского уезда Санкт-Петербургской губернии, в начале XX века — 2-го стана. Население деревни было смешанным — финско-русским.
Согласно «Памятной книжке Санкт-Петербургской губернии на 1905 год» мыза Ольхово имела площадь 744 десятины и принадлежала вдове действительного статского советника Дарье Алексеевне Львовой.
В 1913 году деревня также состояла из 23 дворов.
С 1917 по 1922 год деревня Ольхово входила в состав Ольховского сельсовета Губаницкой волости Петергофского уезда.
С 1922 года в составе Бегуницкой волости.
С 1923 года в составе Сертюшенского сельсовета Бегуницкой волости Гатчинского уезда.
Согласно данным переписи населения СССР 1926 года в деревне Ольхово Артюшинского сельсовета Бегуницкой волости Троцкого уезда проживали 229 человек — большинство русские, а также эстонцы и финны.
С августа 1927 года в составе Волосовского района.
В 1928 году население деревни Ольхово также составляло 229 человек.
По данным 1933 года деревня Ольхово входила в состав Артюшинского сельсовета Волосовского района.
- План деревни Ольхово. 1938 год

Согласно топографической карте 1938 года деревня насчитывала 37 дворов.
C 1 августа 1941 года по 31 декабря 1943 года деревня находилась в оккупации.
С 1954 года в составе Губаницкого сельсовета.
В 1958 году население деревни Ольхово составляло 116 человек.
С 1963 года в составе Кингисеппского района.
С 1965 года вновь в составе Волосовского района.
По данным 1966 и 1973 годов деревня Ольхово также находилась в составе Губаницкого сельсовета.
По административным данным 1990 года деревня Ольхово входила в состав Клопицкого сельсовета.
В 1997 году в деревне Ольхово проживали 17 человек, деревня входила в Клопицкую волость, в 2002 году — 20 человек (все русские), в 2007 году — вновь 17.

## География
Деревня расположена в северо-восточной части района на автодороге 41К-044 (Каськово — Ольхово).
Расстояние до административного центра поселения — 5 км.
Расстояние до ближайшей железнодорожной станции Волосово — 16 км.

## Демография
| 1862 | 2002 | 2007 | 2010 | 2017 |
| ---- | ---- | ---- | ---- | ---- |
| 108  | ↘20  | ↘17  | ↗31  | ↘15  |

### Национальный состав
Согласно данным Всероссийской переписи населения 2021 года в деревне проживали 20 человек, все русские.

## Интересные факты
К юго-востоку от деревни Ольхово в 1881 году были раскопаны 49 курганов.

## Известные жители
- Пентинен Пётр Иванович — бригадир колхоза «Ленинский путь», кавалер ордена Ленина[36]